# Stig Inge Bjørnebye
Stig Inge Bjørnebye   (Elverum, 11 de desembre de 1969) és un exfutbolista noruec de la dècada de 1990.
Fou 76 cops internacional amb la selecció noruega.
Pel que fa a clubs, defensà els colors de Kongsvinger, Rosenborg BK, Liverpool FC i Blackburn Rovers FC, com a principals equips.